# Philadelphia 76ers 1987-1988
La stagione 1987-88 dei Philadelphia 76ers fu la 39ª nella NBA per la franchigia.
I Philadelphia 76ers arrivarono quarti nella Atlantic Division della Eastern Conference con un record di 36-46, non qualificandosi per i play-off.

## Roster
| N° | Naz.                      | Ruolo | Sportivo         | Anno | Alt. | Peso |
| -- | ------------------------- | ----- | ---------------- | ---- | ---- | ---- |
| 3  | Stati Uniti (bandiera)    | G     | Dave Henderson   | 1964 | 196  | 88   |
| 4  | Stati Uniti (bandiera)    | A     | Cliff Robinson   | 1960 | 206  | 100  |
| 10 | Stati Uniti (bandiera)    | G     | Maurice Cheeks   | 1956 | 185  | 82   |
| 12 | Stati Uniti (bandiera)    | G     | Gerald Henderson | 1956 | 188  | 79   |
| 14 | Stati Uniti (bandiera)    | G     | Steve Colter     | 1962 | 191  | 75   |
| 17 | Stati Uniti (bandiera)    | GA    | Albert King      | 1959 | 198  | 86   |
| 20 | Stati Uniti (bandiera)    | A     | Danny Vranes     | 1958 | 201  | 95   |
| 22 | Stati Uniti (bandiera)    | G     | Andrew Toney     | 1957 | 191  | 81   |
| 23 | Stati Uniti (bandiera)    | AC    | Roy Hinson       | 1961 | 206  | 95   |
| 25 | Stati Uniti (bandiera)    | GA    | David Wingate    | 1963 | 196  | 84   |
| 30 | Stati Uniti (bandiera)    | GA    | Vincent Askew    | 1966 | 198  | 95   |
| 31 | Stati Uniti (bandiera)    | AC    | Mark McNamara    | 1959 | 211  | 107  |
| 34 | Stati Uniti (bandiera)    | A     | Charles Barkley  | 1963 | 198  | 114  |
| 40 | Stati Uniti (bandiera)    | A     | Ben Coleman      | 1961 | 206  | 107  |
| 40 | Stati Uniti (bandiera)    | C     | Tim McCormick    | 1962 | 211  | 109  |
| 42 | Stati Uniti (bandiera)    | C     | Mike Gminski     | 1959 | 211  | 113  |
| 44 | Germania Ovest (bandiera) | C     | Christian Welp   | 1964 | 213  | 111  |
| 45 | Stati Uniti (bandiera)    | AC    | Bob Thronton     | 1962 | 208  | 102  |

## Staff tecnico
- Allenatori: Matt Guokas (20-23) (fino al 7 febbraio)[1], Jim Lynam (16-23)
- Vice-allenatori: Fred Carter, Jim Lynam (fino al 7 febbraio)
- Preparatore atletico: Al Domenico